# Classe Speaker
La fregata classe Speaker era un tipo di nave inglese costruita all'inizio della Prima guerra anglo-olandese del 1652. Il governo inglese dell'epoca, dopo aver riconosciuto l'utilità delle grandi navi, ordinò la costruzione di 30 fregate. Un primo esempio di una grande fregata, la "English ship Speaker", una nave di terza classe da 50 cannoni costruita per la marina repubblicana del Commonwealth d'Inghilterra e varata nell'aprile del 1650, che fornì il prototipo per la classe.
Varate tra il 1650 e il 1654, le navi da guerra della classe Speaker pesavano circa 750 tonnellate e trasportavano tra i 48 e i 56 cannoni. La loro introduzione fece sì che la marina olandese, che dipendeva ancora dall'uso di navi mercantili armate, diventasse obsoleta. Le navi di classe Speaker avevano molto in comune con le vecchie Grandi Navi progettate nel 1618, essendo di dimensioni simili, con due ponti e un gran numero di cannoni. La classe stabilì il modello per tutte le navi a due ponti costruite fino al XIX secolo.
Le fregate di terza classe della classe Speaker costruite come parte del programma del 1652 erano Essex, Plymouth, Torrington, Newbury, Bridgewater, Lyme, Marston Moor, Langport, Fairfax, Tredagh e Gloucester.